# Rancho Seco de Barajas
Rancho Seco de Barajas är en ort i Mexiko.   Den ligger i kommunen Pénjamo och delstaten Guanajuato, i den centrala delen av landet, 290 km väster om huvudstaden Mexico City. Rancho Seco de Barajas ligger 1 699 meter över havet och antalet invånare är 797.
Terrängen runt Rancho Seco de Barajas är platt norrut, men söderut är den kuperad. Runt Rancho Seco de Barajas är det ganska tätbefolkat, med 111 invånare per kvadratkilometer. Närmaste större samhälle är Pénjamo, 8,4 km norr om Rancho Seco de Barajas. Trakten runt Rancho Seco de Barajas består till största delen av jordbruksmark.